# 石川博品
石川 博品 （いしかわ ひろし、1978年 - ）は、日本の小説家。ライトノベル作家。岩手県出身。

## 来歴
2008年に『耳刈ネルリ御入学万歳万歳万々歳』で第10回エンターブレインえんため大賞小説部門優秀賞を受賞し、翌年出版された同作でデビュー。

## 人物
一番好きな作家として中上健次を挙げており、作家の仕事場を撮影した写真集の中で中上が縦罫の紙に細かい字を押しこめるように書いているのを見て以来、2014年12月現在も原稿は手書きで執筆している。また椎名誠のエッセイから受けた影響は大きいと思うと語っており、『日本細末端真実紀行』『わしらは怪しい探険隊』『インドでわしも考えた』は人生で最も読み返した本だという。
個人サークル「石川博品」として、商業では未発表もしくは単行本に未収録となっている原稿を書籍化して頒布する同人活動も行っている。

## 主な著作

### 長編
- 耳刈ネルリシリーズ （イラスト：うき、ファミ通文庫刊）
- クズがみるみるそれなりになる「カマタリさん式」モテ入門 （2011年11月、イラスト：一真、ファミ通文庫刊）
- ヴァンパイア・サマータイム （2013年07月、イラスト：切符、ファミ通文庫刊）
  - 『(エロい)夢が(エロい)夢なら』（フェア対象書店ファミ通文庫2冊購入特典『ファミ通文庫 プレミアムストーリーブック』収録）
  - 『ふたりは秘密の底に』（公式ブログ内公開）
- 後宮楽園球場シリーズ （イラスト：wingheart、スーパーダッシュ文庫→ダッシュエックス文庫刊）
  - 後宮楽園球場 ハレムリーグ・ベースボール （2013年12月）
  - 後宮楽園球場 ハレムリーグ・ベースボール2 （2015年06月）
- 四人制姉妹百合物帳 （2014年12月、イラスト：まごまご、星海社文庫刊。初出は同年08月にコミックマーケット86にて頒布された同人誌）
- 明日の狩りの詞の （2015年5月、イラスト：まごまご、星海社FICTIONS刊）
- メロディ・リリック・アイドル・マジック （2016年7月、イラスト：POO、ダッシュエックス文庫刊）
- 先生とそのお布団 （2017年11月、イラスト：エナミカツミ、ガガガ文庫刊）
- 海辺の病院で彼女と話した幾つかのこと （2018年4月、イラスト：米山舞、ファミ通文庫刊）
- ボクは再生数、ボクは死 （2020年10月、イラスト：クレタ、KADOKAWA刊）
- 冬にそむく （2023年4月、イラスト：syo5、ガガガ文庫刊）

### 短編
- 平家さんって幽霊じゃね？ （FBonlineにて2011年09月初出、後に2012年8月発売ファミ通文庫『ホラーアンソロジー2「黒」』に加筆修正されて収録、イラスト：nauribon)
- 地下迷宮の帰宅部 （2013年8月発売ファミ通文庫『部活アンソロジー2 「春」』初出、後に2014年06月発売東京創元社『年刊日本SF傑作選  さよならの儀式』に収録、イラスト：nauribon）
- 7月のちいさなさよなら （カクヨムにて2017年06月初出、後に2017年10月発売ファミ通文庫『ショートストーリーズ 僕とキミの15センチ』に収録、イラスト：kona）
- その答えは風に吹かれている。 （2020年03月発売ガガガ文庫『やはり俺の青春ラブコメはまちがっている。 アンソロジー1 雪乃side』初出、イラスト：切符）
- たとえぼくたちの青春ラブコメがまちがっていたとしても、 （2020年04月発売ガガガ文庫『やはり俺の青春ラブコメはまちがっている。アンソロジー4 オールスターズ』初出、イラスト：エナミカツミ）

### その他
- 街道と犬ども （エッセイ。メフィスト2014 vol.3収録）

### 同人誌
- 耳刈ネルリ拾遺 （2014年02月、「耳刈ネルリ」シリーズの未発表未収録短編集）
- 四人制姉妹百合物帳 （2014年08月、イラスト：はら、後に星海社文庫に収録）
- アクマノツマ （2014年12月、イラスト：エビ桃、KDPにて電子書籍化済）
- 菊と力 （2015年08月、イラスト：じゃいあん、KDPにて電子書籍化済）
- 平家さんと兎の首事件 （2015年12月、イラスト：エビ桃、「平家さんって幽霊じゃね？」の元になった長編、KDPにて電子書籍化済）
- トラフィック・キングダム（2016年08月、イラスト：佐藤おどり、高津、エビ桃、表題作にくわえ「先生とそのお布団」「がんばれドッグミート」を収録した短編集。KDPにて二次創作である「がんばれドッグミート」を除いた二編を収録して電子書籍化済）
- ノースサウス あるいは恋に変わる肉の内なる刀の力（2016年12月、イラスト：長谷川、KDPにて電子書籍化済）
- あたらしくうつくしいことば（2017年12月、イラスト：上蓮、はら、表題作にくわえ「異世界求法巡礼行記」を同時収録）
- 夜露死苦！ 異世界音速騎士団"羅愚奈落" ～Godspeed You! RAGNAROK the Midknights～ （2018年08月、イラスト：じゃいあん、KDPにて電子書籍化済）